# Vanault-le-Châtel
Vanault-le-Châtel település Franciaországban, Marne megyében. Lakosainak száma 164 fő (2022. január 1.). Vanault-le-Châtel Bussy-le-Repos, Bassu, Coupéville, Val-de-Vière, Le Fresne, Lisse-en-Champagne, Saint-Amand-sur-Fion, Saint-Jean-devant-Possesse és Vanault-les-Dames községekkel határos.

## Népesség
A település népessége az elmúlt években az alábbi módon változott:
| Lakosok száma | 234  | 186  | 166  | 180  | 176  | 177  | 178  | 174  | 172  | 164  |
|               | 1968 | 1982 | 1990 | 2006 | 2013 | 2015 | 2017 | 2019 | 2020 | 2022 |